# 東京タワースタジオ

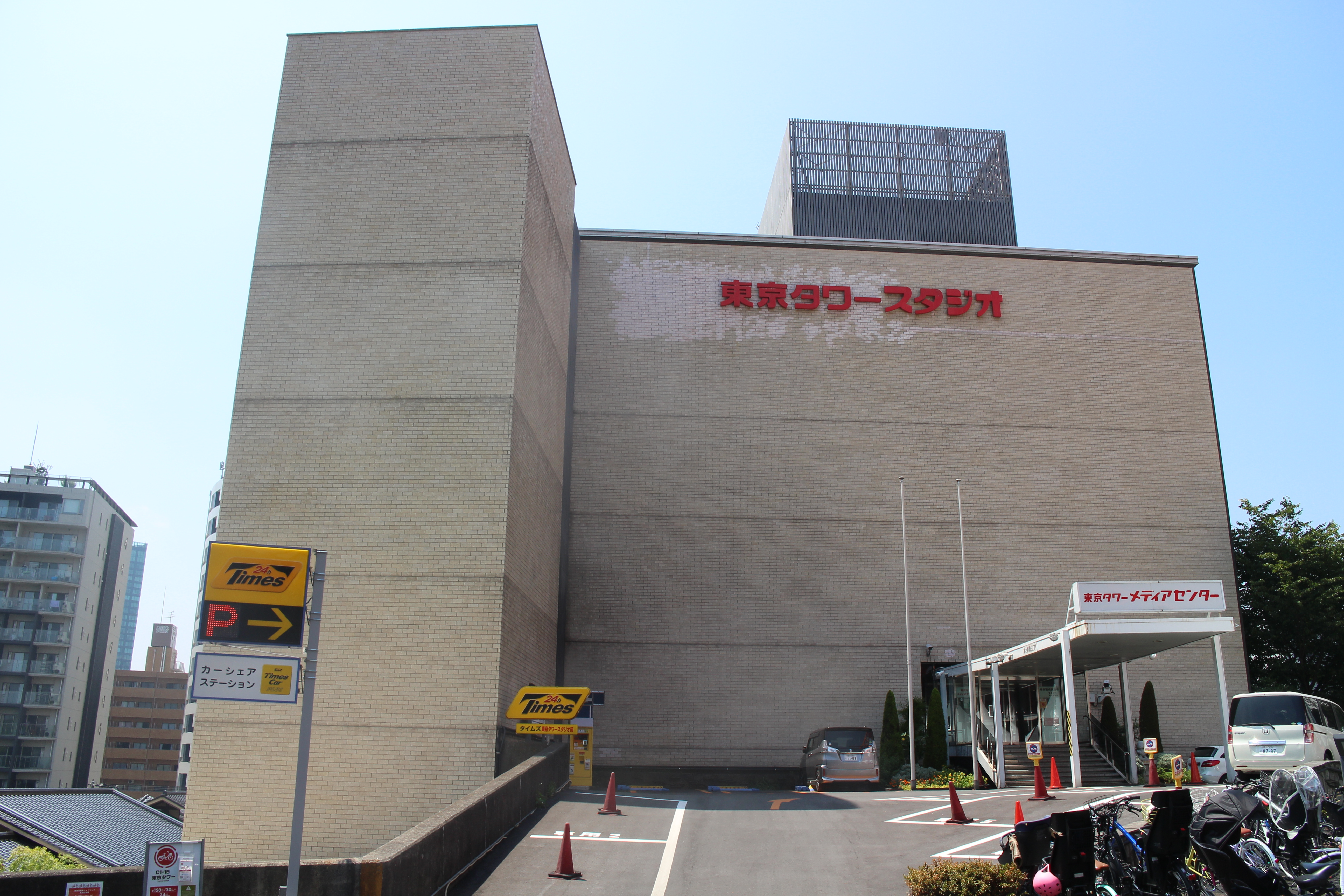
東京タワースタジオ

東京タワースタジオ（とうきょうタワースタジオ）は、東京都港区芝公園4-4-7に存在したテレビスタジオ。現在は東京タワーメディアセンターの名称で、レンタルスタジオ兼イベントスペースに転用されている。旧名称は東京タワー芝公園スタジオ。

## 歴史
テレビ東京が開局時（当時は「東京12チャンネル」）から本社・放送センターとして使用していた建物である。
完成は1964年で、同年に開局した日本科学技術振興財団のテレビ事業本部（東京12チャンネル）が使用を始めた。東京12チャンネルの放送事業は1973年に「株式会社東京十二チャンネル」に移管され、同社が1981年に商号変更し「株式会社テレビ東京」となった。
当初より、この建物及び立地している土地は東京タワーの運営会社である日本電波塔（現：TOKYO TOWER）の所有であり、テレビ東京が本社として使用していた当時は日本電波塔に家賃を払って使用していた。そのため、この建物には「東京タワー放送センター」という別称が付与されていた。
1985年12月12日にテレビ東京が本社を虎ノ門の日経電波会館に移転すると、東京タワー放送センターは管理主体が関連会社の「ACT」に移管され、「テレビ東京スタジオセンター（TXC）」と名を変えて再スタートし、同時にケーブルテレビジョン東京の送出センターが入居した。この頃までは塔屋に「東京12チャンネル JOTX-TV」→「テレビ東京12」と描かれた看板が、壁面には番宣の垂れ幕が掲げられていた。建物名称は1987年ごろ「芝公園スタジオ」と変更された。
虎ノ門への本社移転後もテレビ東京は多くの番組をこのスタジオで収録していたが、1999年に天王洲スタジオが完成すると、芝公園スタジオは本来の地権者及び建物所有者である日本電波塔の管理に移行され（スタジオ内設備運営はテクノマックスに委託）、建物名称も「東京タワー芝公園スタジオ」に改められた。2007年ごろ、新たな運営主体となる日本電波塔の子会社「株式会社東京タワースタジオ」が設立され、建物名称も「東京タワースタジオ」に再度改められた。
しかし築48年が経過した2012年9月30日、老朽化などを理由に閉鎖された。
その後、内部の改装工事を行い、テレビ収録用の機材をすべて撤収・一部廃棄の後、2013年10月1日に再開業した。この際、建物名称はそのままで、テレビスタジオ及び関連諸室として使用していた場所はパソナグループ運営の「スターライズタワー」という多目的レンタルスペースとして新たに営業を開始した。2014年1月16日には、建物名称を「東京タワーメディアセンター」へと変更し、スターライズタワーは東京タワーメディアセンターのテナントとなった。
現在は、「スタジオアース」「スタジオジュピター」「スタジオヴィーナス」として、各種イベントなどに使用されている。まれにテレビ番組の収録も行われている。

## スタジオ
ハウフルス制作番組の多くがここで収録されていた。末期は第1・第2スタジオのみ使用されていた。
同所閉鎖後、一部番組は天王洲スタジオやテクノマックス管理の東京メディアシティへ移動している。
- 第1スタジオ（HD/SD 496平米・約150坪）2013年以降はスタジオアース。
  - チューボーですよ!（TBS系）
  - 世界・ふしぎ発見!（TBS系）
  - どっちの料理ショー（読売テレビ制作・日本テレビ系）
  - ランキンの楽園（毎日放送制作・TBS系）
  - WWW（読売テレビ制作、同局及び西日本放送・福岡放送のみネット）
  - タモリのジャポニカロゴス（フジテレビ系）
  - 黄金ボキャブラ天国（フジテレビ系）
  - 開運!なんでも鑑定団（テレビ東京系） - 現在は天王洲スタジオへ移動
  - 快快!高田病院へ行こう（中京テレビ制作・日本テレビ系）
- 第2スタジオ（HD/SD 346平米・約105坪）2013年以降はスタジオジュピター。
  - 秘密のケンミンSHOW（読売テレビ制作・日本テレビ系） - 現在は東京メディアシティ内のTMC-A1スタジオで収録
  - 出没!アド街ック天国（テレビ東京系） - 現在は一時期使用していた天王洲スタジオへ再移動
  - MMM (音楽番組)（読売テレビ制作・日本テレビ系)
  - 週刊!健康カレンダー カラダのキモチ（中部日本放送［当時］制作・TBS系）
- 第3スタジオ（HD/SD 127平米・約38坪）2013年以降はスタジオマーキュリー。
  - 愛のワンニャン大作戦（BS朝日）
- 第4スタジオ（常設機材なし[4] 127平米・約38坪）2014年以降はスタジオヴィーナス。
  - キッチンパトロール（TBS系）
  - 本番で〜す!（テレビ東京系）
  - 独占!サイクルスポーツ（テレビ東京系）
  - あらびき団（TBS系）
  - トコトンハテナ（テレビ東京系）

上記のスタジオ以外での使用ではBSジャパンの「Premium Korea 韓流ファクトリー」でも当スタジオ施設内の会議室を使用して収録を行なっていたこともある。

### テレビ東京（東京12チャンネル）時代
- 第1スタジオ：ヤンヤン歌うスタジオ、ザ・ヤングベストテン、テレビあッとランダムなど、大規模番組
- 第2スタジオ：レディス4（現本社移転後も天王洲スタジオ完成の頃まで継続使用）、きんレモ歌謡曲まいったタヌキの大放送など
- 第3スタジオ：おはようスタジオなど
- 第4スタジオ：スポーツTODAY、メガTONニュースTODAYなど報道・スポーツ系番組専用

## テナント
- テクノマックス（営業部）
  - タワーテレビ（会社合併前）
- アクトファースト
- 輝企画
- JCNみなと新宿（ケーブルテレビジョン東京） みなとエリア（ヘッドエンド）
- AVR Japan

## 備考
- 同所で最大面積を誇る第1スタジオであるが、実際の床面積は約150坪であり、テレビ東京が同所を本社として使用していた当時においても、また閉鎖された2012年時点においても、「在京局のグランドスタジオ」としては最小と言えた。1985年にテレビ東京が虎ノ門に本社を移転したことで、テレビ東京の「グランドスタジオ」は50坪広くなった（200坪の第1スタジオ）が、それでも在京局のグランドスタジオでは最小面積である。2016年11月7日にテレビ東京は六本木グランドタワーに移転したが、新社屋のグランドスタジオの面積は神谷町時代と全く変わっていない。
ちなみに、次に狭いのが日本テレビ汐留本社のS1スタジオで、面積211坪である。在京局のグランドスタジオは200坪台半ばが平均的な面積のようである[5]。
- 立地としては丘の中腹に建っていることから、正面玄関は4階に設置され、同所では4階を指して「L階（Lobby＝ロビー階）」と呼んでいた。
- スタジオの立地の良さから、在阪民放各局が東京での番組収録の際にはこのスタジオを使う事も多かった[6]。
- 過去に「ボキャブラ天国」「あらびき団」を収録していた関係で、お笑い出世に縁があるスタジオとして若手お笑い芸人には芸人のトキワ荘とも呼ばれていた。
- 2009年7月には、アメージング・レース（シーズン15）の日本収録の際、タスクの1つとして東京タワースタジオ内で「すしルーレット」というゲームをおこなった。
- 2015年8月30日よりシアタープロレス花鳥風月が試合会場として定期使用を開始。8月8日はMarvelousが女子プロレス団体として初使用[7]。
- NHK連続テレビ小説『あまちゃん』第20週「おらのばっぱ、恋の珍道中」第116話（2013年8月13日放送）で東京見物をした天野夏（宮本信子）が橋幸夫（本人）に再会する場面があり、そのシーンで「東京シティスタジオ」として本スタジオが使用された。